# جمهورية شمال القوقاز الجبلية
جمهورية شمال القوقاز الجبلية أو جمهورية الجبل هي جمهورية قامت في شمال القوقاز من عام 1917إلى1920 وكانت تشمل كلا من: جمهوريه داغستان والشيشان وأنغوشيا، وأوسيتيا الشمالية-ألانيا وقبردينو - بلقاريا، وأديغيا، وأبخازيا. وكانت مساحتها 430874 كيلومتر مربع، وكانت عاصمتها مدينة باطوم (جورجيا) ثم بويناكسك (داغستان) وعدد سكانها كان يبلغ إلى حوالي مليون نسمة.
وعلمها من ثلاث ألوان أفقية بالترتيب هي أسود وأخضر وأحمر.
| اللغة                      | العملة |
| -------------------------- | ------ |
| الروسية وجمبع لغات القوقاز | الروبل |

## التأسيس
في عام 1917، تم إنشاء جمهورية شمال القوقاز الجبلية في منطقة شمال القوقاز في روسيا. تأسست الجمهورية كدولة مستقلة داخل الإمبراطورية الروسية، وكان هدفها الرئيسي حماية الحقوق الثقافية والاقتصادية للأشخاص الذين يعيشون في المنطقة. كان إنشاء الجمهورية نتيجة لسلسلة من الأحداث التي بدأت مع ثورة فبراير عام 1917، عندما تنازل القيصر نيكولاس الثاني عن العرش.
تتكون جمهورية شمال القوقاز الجبلية من عدة مناطق إدارية، بما في ذلك الشيشان وداغستان وإنغوشيا وكباردينو - بلقاريا. كان يرأسها رئيس منتخب وكان لها دستورها الخاص. كان الهدف الرئيسي للجمهورية تطوير نظام اقتصادي مستقل قائم على الصناعة والزراعة، وكذلك حماية الحقوق الثقافية لمواطنيها.
استمرت الجمهورية حتى عام 1920 عندما ضمتها روسيا السوفيتية بعد حرب أهلية قصيرة. على الرغم من وجودها القصير، كان لها تأثير دائم على المنطقة. يُنظر إليه على أنه خطوة مهمة نحو الحكم الذاتي الإقليمي في روسيا وعلامة بارزة في تطوير الحكم الذاتي الإقليمي.